# Emilio Bobadilla
Emilio Bobadilla, född den 24 juli 1862 i Cárdenas, Kuba, död den 1 januari 1921 i Biarritz, Frankrike, var en spansk skald, romanförfattare och kritiker, som skrrev under pseudonymen Fray Candil.
Av Bobadilla finns två samlingar lyrik: Fiebres och Vortice (1902), den senare med ett företal av J.M. Heredia. Till både form och innehåll var han en modern skald, en sångare med klar röst om kärlek, livets sorger med mera. Av hans romaner förtjänar särskilt Novelas en germen (2:a upplagan 1900) och Á fuego lento (1903) att nämnas, utmärkta av skarp observation, bitande satir och intellektuell smidighet.
Det är dock som kritiker som Bobadilla blivit mest känd, och efter Leopoldo Alas död torde han ha varit Spaniens mest mångsidigt bildade, kunskapsrike och självständige granskare. Han var framför allt satiriker, strävade efter en vetenskaplig bas åt kritiken, var underhållande och lärorik; hans penna var en skarp klinga, skämtet var ofta bitande, och han var ej sällan grym, men aldrig orättvis. Hans oräddhet att uttala egna tankar injagade fruktan och ådrog honom de klerikalas och konservativas hat.